# Mobirise
Mobirise ist ein Website-Baukasten zur Erstellung und Veröffentlichung von Websites ohne tiefergehende technische Kenntnisse. Die von Mobirise entwickelte Freeware basiert auf Bootstrap. Die Erstellung von Webseiten basiert auf dem drag-and-drop Prinzip. Während die Nutzung kostenfrei möglich ist, sind erweiterte Funktionen, wie ein HTML- und CSS-Editor kostenpflichtig.
Mobirise stellt eine Offline-Alternative zu bekannten Online-Website-Baukästen wie Wix.com, Weebly, Jimdo, Webydo und Squarespace dar.
Seit Januar 2022 gibt es vermehrt Berichte, dass Mobirise die Freemium Version verstärkt monetarisiert, und dabei repressive Methoden verwendet, u. a. das Entfernen von frei verfügbaren Features, nachdem viel Zeit in den Aufbau der Webseite investiert wurde.

## Geschichte
Die erste Beta-Version von Mobirise wurde am 19. Mai 2015 veröffentlicht. Am 30. September 2015 erschien die Version 2.0, zu der Dropdown-Menüs, Kontaktformulare, Animationen, Zutritt zu Third-Party-Themen und Erweiterungen hinzugefügt wurden. Seitdem die 3. Version startete, wurden einige neue Themen und Erweiterungen hinzugefügt und den meisten Themen Bootstrap 4 zugrunde gelegt.
Am 16. Juni 2017 erschien die Version 4.0, in der das Programmsystem und das App-Interface aktualisiert und ein neues Standard-Theme als Vorlage eingestellt wurden.
Ab der Version 4.5 bietet Mobirise seine Oberfläche auch in deutscher Sprache an. Seitdem wurden weitere Sprachen hinzugefügt, darunter Chinesisch, Spanisch, Italienisch, Französisch, Russisch, Slowenisch, Ungarisch, Polnisch, Kroatisch, Rumänisch, Portugiesisch, Niederländisch und Bulgarisch.
Ab der Version 4.6 stellt Mobirise AMP-Themes zur Verfügung. Der vorletzten Version 4.12.3. folgte vor Einführung der 5er Reihe die letzte Version 4.12.4 von Mobirise4 am 15. Juni 2020.
Nach ersten Mobirise 5.0.x-Beta-Versionen erschien am 30. Juli 2020 die offizielle Version 5.0.20, die mit geringen Problemen behaftet war, sodass im August 2020 bereits die Version 5.0.29 folgte. Die aktuelle Version 5.3.10 von Mobirise wurde am 10. Juni 2021 veröffentlicht. Der Code Editor für Bearbeitungen von Websites unter Mobirise 5 wurde neu erarbeitet, weshalb der vorherige Code Editor aus Zeiten von Mobirise 4 nicht geeignet ist für Code-Bearbeitungen unter Mobirise 5 und verwendeten 5er Templates/Themes.